# Первомайська сільська рада (Салаватський район)
Первома́йська сільська рада (рос. Первомайский сельский совет) — муніципальне утворення у складі Салаватського району Башкортостану, Росія. Адміністративний центр та єдиний населений пункт — село Первомайський.
Станом на 2002 рік існувала Первомайська селищна рада (смт Первомайський).

## Населення
Населення — 321 особа (2019, 395 в 2010, 510 в 2002).